# Powiat Kulm

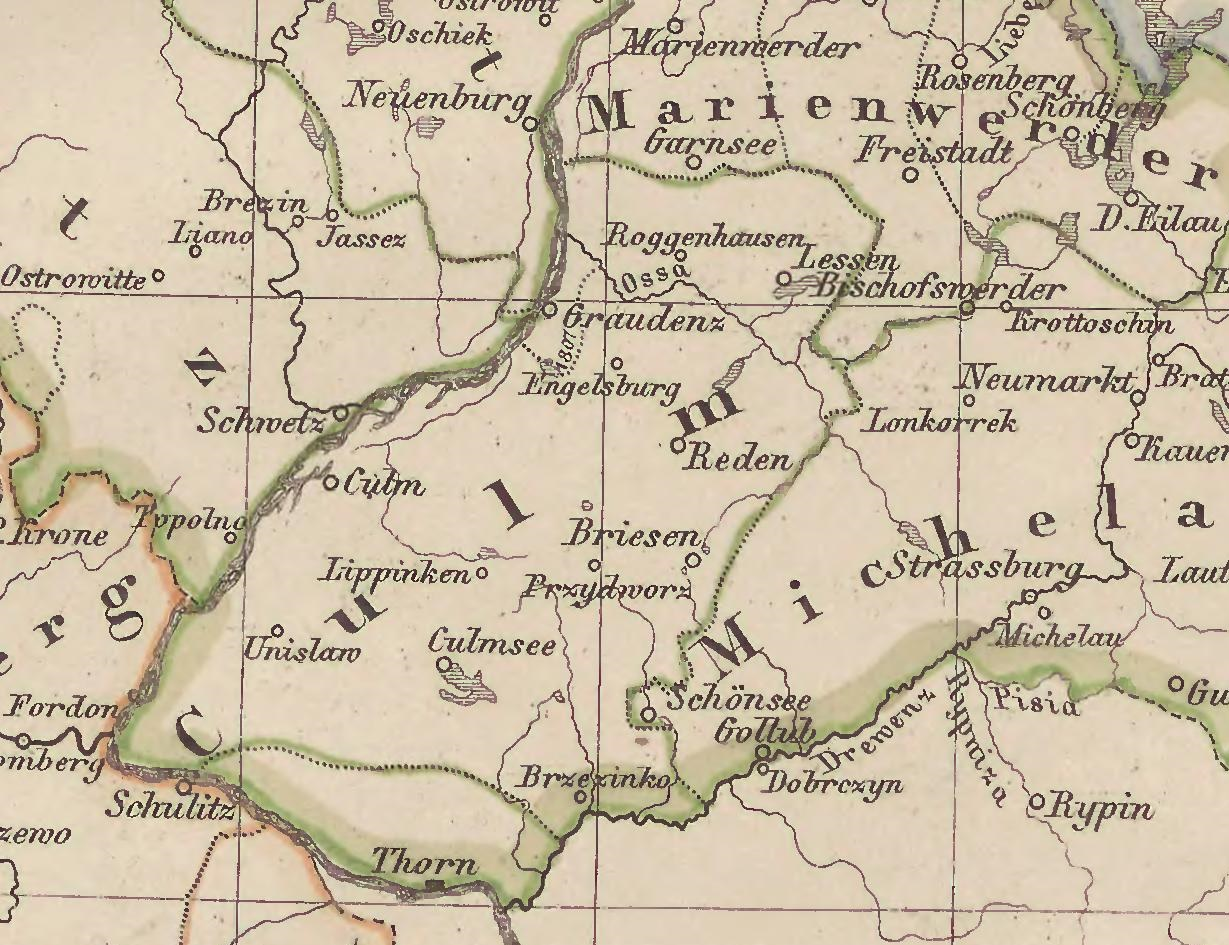
Powiat Kulm (1818)

Powiat Kulm, Powiat Culm, Powiat Kulm (Weichsel) (niem. Landkreis Kulm, Kreis Kulm, Landkreis Culm, Kreis Culm, od 1941 Landkreis Kulm (Weichsel); pol. powiat chełmiński) – dawny powiat na terenie Prus istniejący od 1818 do 1920. Należał do rejencji kwidzyńskiej w prowincji Prusy Zachodnie. Siedzibą powiatu było miasto Kulm (od 1918 w Polsce –Chełmno). 

## Historia
Powiat powstał 1 kwietnia 1818 r. Od 3 grudnia 1829 do 1878 należał do prowincji Prusy. 1 października 1887 z części terenu powiatu utworzono powiat Briesen.  W latach 1920–1939 po ustaleniach traktatu wersalskiego powiat należał do Polski pod nazwą powiat chełmiński. 26 listopada 1939 nazwę powiatu z polskiej zmieniono na pierwotną i do 1945 r. należał do rejencji bydgoskiej w okręgu Gdańsk-Prusy Zachodnie.
W 1910 na terenie powiatu znajdowało się jedno miasto, Kulm (Chełmno) oraz 147 innych gmin.
Teren powiatu leży obecnie w województwie kujawsko-pomorskim (zob. powiat chełmiński).